# La Sémillante
Pour les articles homonymes, voir Sémillante.
 (juillet 2023).
La Sémillante est un voilier dériveur léger français de type dinghy Rocca, de 1950. Ce patrimoine maritime est inscrit aux monuments historiques depuis 2018.

## Historique
Ce dériveur léger en double de 3,6 m est construit en 1950, en bois verni, par le chantier naval Rocca de Vitry-sur-Seine en Île-de-France, sur des plans de l'architecte naval François Sergent,.

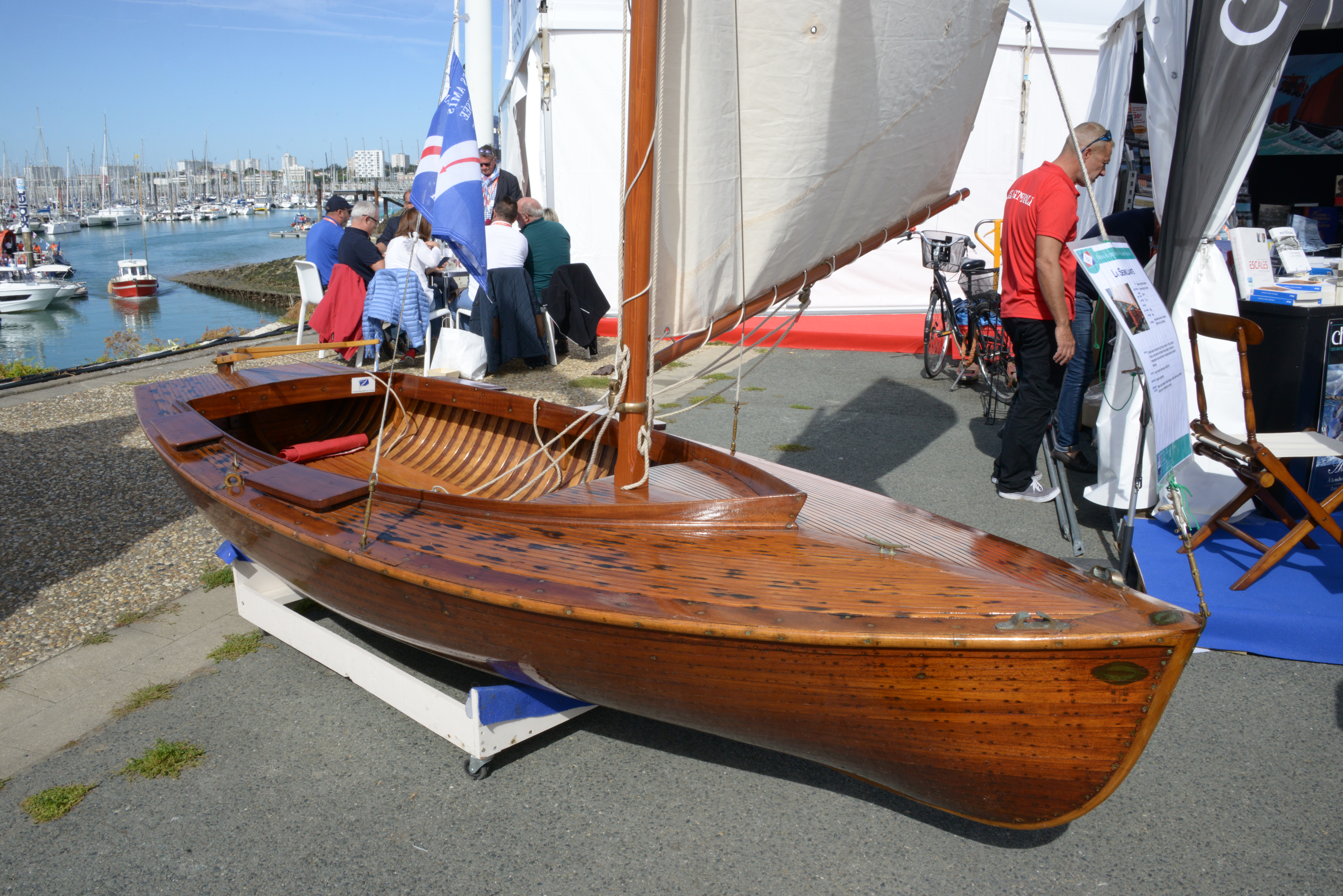
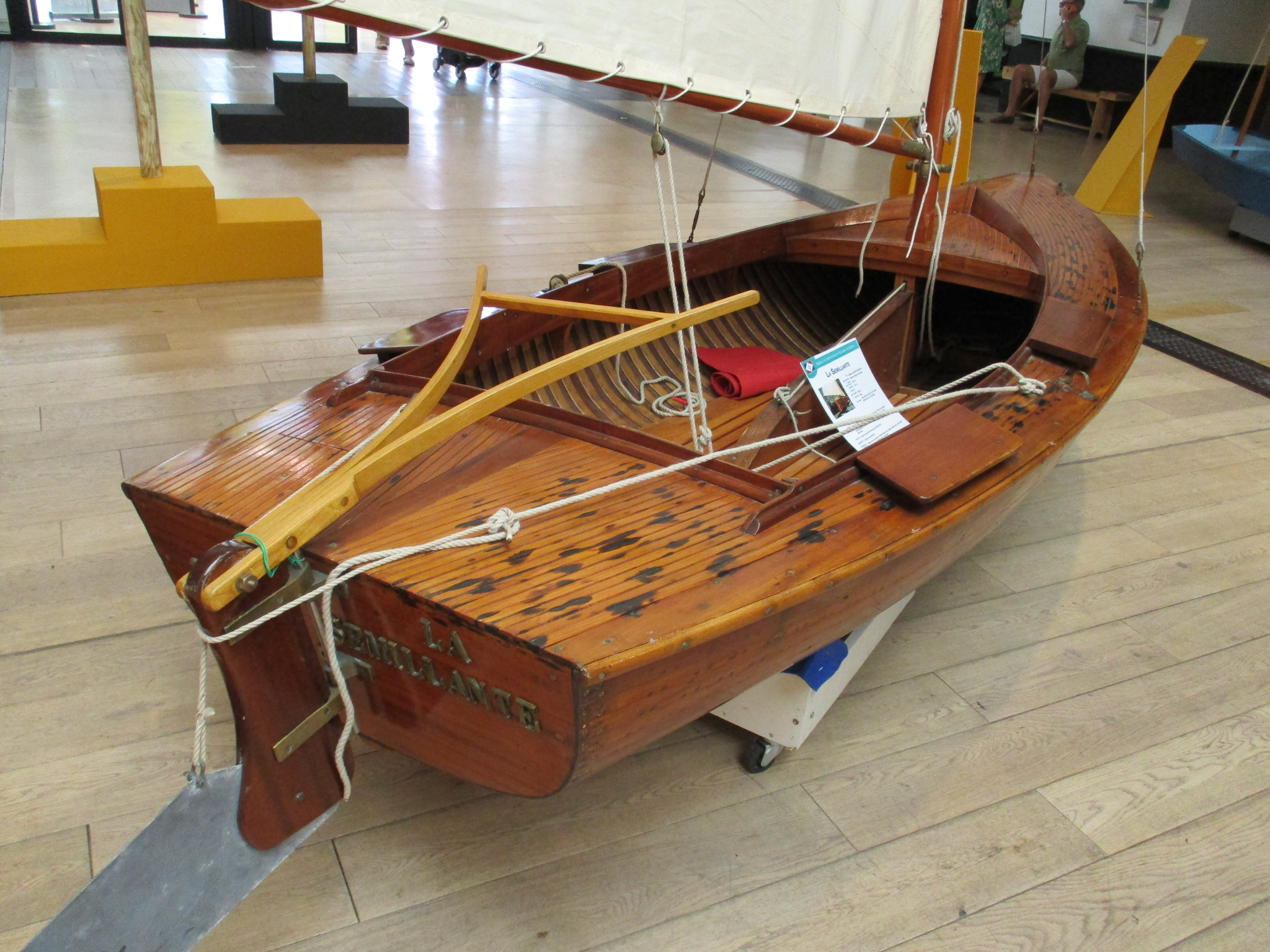

Ce bateau historique fait partie à ce jour de la collection des bateaux en bois entièrement restaurés de « petite plaisance » de l'Association des Amis du Musée maritime de La Rochelle du Vieux-Port de La Rochelle, où il est exposé. 